# Niccolò Paganini
Niccolò Paganini (n. 27 octombrie 1782, Genova, Republica Genova – d. 27 mai 1840, Nisa, Regatul Sardiniei) a fost un violonist, violist, chitarist și compozitor italian. Este unul din cei mai faimoși virtuozi ai viorii și este considerat unul dintre cei mai mari violoniști din toate timpurile, având o intonație și o tehnică inovativă perfectă.

## Biografie
Înainte de a deveni un virtuoz, aflat permanent în turnee, Paganini a fost angajat ca violonist la proaspăt înființata „Orchestră Națională” din Lucca. Din cauza dificultăților economice prin care trecea orașul pe vremea aceea, orchestra a fost desființată la scurt timp. În 1805, Napoleon i-a atribuit principatul Lucca surorii sale, Elisa Baciocchi, care în 1806 l-a invitat pe Paganini să se angajeze în orchestra de cameră a Curții ca al doilea violonist. După ce și această orchestră a fost desființată, Paganini a devenit membru al cvartetului de coarde al familiei ducale și a început să-i dea lecții de muzică tânărului prinț, dirijând, de asemenea, spectacole de operă. În 1809, invocând motive personale, Paganini a părăsit activitățile din Lucca și a început o viață de turnee.

## Activitatea componistică
- Concertul nr. 4 în re minor (folosit și în meloterapie pentru relaxare).
- Cele 24 de Capricii - acestea reprezentând o mare realizare a sa.

## Premiul Paganini
Pentru promovarea activității concertistice a violoniștilor debutanți, începând din 1954, la Genova are loc la Teatrul Carlo Felice în lunile septembrie și octombrie Premiul Paganini sau Concursul internațional de vioară „Niccolò Paganini”. După primele 49 de ediții anuale, începând după 2002 concursul se ține la fiecare doi ani.
De o dificultate remarcabilă, concursul constă din trei faze: faza preliminară, faza semifinală și faza finală. Pentru primele două, accesul în sală este liber și pot fi ascultate diverse bucăți solistice pentru vioară, cu acompaniament de pian. Faza a treia are loc cu acompaniament de orchestră. Cei șase finaliști sunt premiați, iar în data de 12 octombrie câștigătorul are onoarea de a cânta cu faimoasa vioară a lui Paganini: Il Cannone.